# Spanische Mannschaftsmeisterschaft im Schach 1973
Die spanische Mannschaftsmeisterschaft im Schach 1973 war die 17. Austragung dieses Wettbewerbs. Diese wurde zum letzten Mal mit 16 Mannschaften in Vor- und Endrunde ausgetragen, ab 1974 wurde die spanische Mannschaftsmeisterschaft im Ligasystem mit Auf- und Abstieg ausgetragen. Neuer Meister wurde die Mannschaft von CA Caja Insular de Ahorros, die den Titelverteidiger CA Schweppes Madrid auf den zweiten Platz verwies.

## Modus
Die 16 teilnehmenden Mannschaften wurden in vier Vorrundengruppen mit je vier Mannschaften eingeteilt und spielten in diesen ein einfaches Rundenturnier. Die beiden Ersten jeder Gruppe bestritten die Endrunde, die beiden Letzten das Qualifikationsturnier zur Primera División und Segunda División der spanischen Mannschaftsmeisterschaft 1974, wobei Mannschaften aus der gleichen Vorrundengruppe nicht erneut gegeneinander spielten, sondern das Ergebnis des direkten Vergleichs aus der Vorrunde in die Endrunde beziehungsweise das Qualifikationsturnier übernahmen. Für die Primera División der spanischen Mannschaftsmeisterschaft 1974 qualifizierten sich die Teilnehmer der Endrunde sowie die beiden Ersten des Qualifikationsturniers, für die Segunda División der Dritte und Vierte des Qualifikationsturniers (die übrigen Startplätze wurden in regionalen Veranstaltungen ausgespielt). Gespielt wurde an vier Brettern, über die Platzierung entschied zunächst die Anzahl der Brettpunkte (ein Punkt für einen Sieg, ein halber Punkt für ein Remis, kein Punkt für eine Niederlage), anschließend die Anzahl der Mannschaftspunkte (zwei Punkte für einen Sieg, ein Punkt für ein Unentschieden, kein Punkt für eine Niederlage).

## Termine und Spielort
Das Turnier wurde vom 8. bis 16. September im Festsaal der Caja de Ahorros
y Monte de Piedad de Barcelona (Spar- und Darlehenskasse Barcelona) in Barcelona ausgetragen.

## Vorrunde
Während in den Gruppen A, B und D klare Verhältnisse herrschten, entschied in Gruppe C lediglich der direkte Vergleich über den zweiten Platz.

### Gruppe A

#### Abschlusstabelle
| Pl. | Verein                       | Sp | G | U | V | Brett-P. | Mannsch.-P. |
| --- | ---------------------------- | -- | - | - | - | -------- | ----------- |
| 01. | CA Schweppes Madrid (M)      | 3  | 3 | 0 | 0 | 9,5:2,5  | 6:0         |
| 02. | Leridano-Ruy López Barcelona | 3  | 1 | 1 | 1 | 6,5:5,5  | 3:3         |
| 03. | CA Grand Macnish Las Palmas  | 3  | 1 | 0 | 2 | 4,5:7,5  | 2:4         |
| 04. | CA Gambito Valencia          | 3  | 0 | 1 | 2 | 3,5:8,5  | 1:5         |

#### Entscheidungen
|     | qualifiziert für die Endrunde und die Primera División der spanischen Mannschaftsmeisterschaft 1974: CA Schweppes Madrid, Leridano-Ruy López Barcelona |
| (M) | Titelverteidiger |

#### Kreuztabelle
| Ergebnisse | Ergebnisse                   | 1. | 2. | 3. | 4. |
| ---------- | ---------------------------- | -- | -- | -- | -- |
| 01.        | CA Schweppes Madrid          |    | 3  | 2½ | 4  |
| 02.        | Leridano-Ruy López Barcelona | 1  |    | 3½ | 2  |
| 03.        | CA Grand Macnish Las Palmas  | 1½ | ½  |    | 2½ |
| 04.        | CA Gambito Valencia          | 0  | 2  | 1½ |    |

### Gruppe B

#### Abschlusstabelle
| Pl. | Verein                          | Sp | G | U | V | Brett-P. | Mannsch.-P. |
| --- | ------------------------------- | -- | - | - | - | -------- | ----------- |
| 01. | Caja Insular de Ahorros         | 3  | 3 | 0 | 0 | 9,5:2,5  | 6:0         |
| 02. | GE Aviaco Madrid                | 3  | 2 | 0 | 1 | 7,0:5,0  | 4:2         |
| 03. | CA Peña Unamuno Salamanca       | 3  | 1 | 0 | 2 | 4,5:7,5  | 2:4         |
| 04. | UE Fomento Martinense Barcelona | 3  | 0 | 0 | 3 | 3,0:9,0  | 0:6         |

#### Entscheidungen
|  | qualifiziert für die Endrunde und die Primera División der spanischen Mannschaftsmeisterschaft 1974: Caja Insular de Ahorros, GE Aviaco Madrid |

#### Kreuztabelle
| Ergebnisse | Ergebnisse                      | 1. | 2. | 3. | 4. |
| ---------- | ------------------------------- | -- | -- | -- | -- |
| 01.        | Caja Insular de Ahorros         |    | 4  | 3  | 2½ |
| 02.        | GE Aviaco Madrid                | 0  |    | 3½ | 3½ |
| 03.        | CA Peña Unamuno Salamanca       | 1  | ½  |    | 3  |
| 04.        | UE Fomento Martinense Barcelona | 1½ | ½  | 1  |    |

### Gruppe C

#### Abschlusstabelle
| Pl. | Verein                   | Sp | G | U | V | Brett-P. | Mannsch.-P. |
| --- | ------------------------ | -- | - | - | - | -------- | ----------- |
| 01. | UGA Barcelona            | 3  | 3 | 0 | 0 | 9,0:3,0  | 6:0         |
| 02. | CA Peña Rey Ardid Bilbao | 3  | 1 | 0 | 2 | 5,5:6,5  | 2:4         |
| 03. | CA Barcelona             | 3  | 1 | 0 | 2 | 5,5:6,5  | 2:4         |
| 04. | Asociación Barcinona     | 3  | 1 | 0 | 2 | 4,0:8,0  | 2:4         |

#### Entscheidungen
|  | qualifiziert für die Endrunde und die Primera División der spanischen Mannschaftsmeisterschaft 1974: UGA Barcelona, CA Peña Rey Ardid Bilbao |

#### Kreuztabelle
| Ergebnisse | Ergebnisse               | 1. | 2. | 3. | 4. |
| ---------- | ------------------------ | -- | -- | -- | -- |
| 01.        | UGA Barcelona            |    | 3  | 3  | 3  |
| 02.        | CA Peña Rey Ardid Bilbao | 1  |    | 3  | 1½ |
| 03.        | CA Barcelona             | 1  | 1  |    | 3½ |
| 04.        | Asociación Barcinona     | 1  | 2½ | ½  |    |

### Gruppe D

#### Abschlusstabelle
| Pl. | Verein                     | Sp | G | U | V | Brett-P. | Mannsch.-P. |
| --- | -------------------------- | -- | - | - | - | -------- | ----------- |
| 01. | CE Espanyol Barcelona      | 3  | 2 | 1 | 0 | 9,0:3,0  | 5:1         |
| 02. | CE Terrassa                | 3  | 1 | 2 | 0 | 7,0:5,0  | 4:2         |
| 03. | Orfeón La Paz de La Laguna | 3  | 1 | 0 | 2 | 4,5:7,5  | 2:4         |
| 04. | CA Portugalete Buma        | 3  | 0 | 1 | 2 | 3,5:8,5  | 1:5         |

#### Entscheidungen
|  | qualifiziert für die Endrunde und die Primera División der spanischen Mannschaftsmeisterschaft 1974: CE Espanyol Barcelona, CE Terrassa |

#### Kreuztabelle
| Ergebnisse | Ergebnisse                 | 1. | 2. | 3. | 4. |
| ---------- | -------------------------- | -- | -- | -- | -- |
| 01.        | CE Espanyol Barcelona      |    | 2  | 3½ | 3½ |
| 02.        | CE Terrassa                | 2  |    | 3  | 2  |
| 03.        | Orfeón La Paz de La Laguna | ½  | 1  |    | 3  |
| 04.        | CA Portugalete Buma        | ½  | 2  | 1  |    |

## Endrunde
CA Caja Insular de Ahorros und CA Schweppes Madrid lieferten sich einen Zweikampf um den Titel, bei dem sich am Ende CA Caja Insular de Ahorros mit zwei Punkten Vorsprung absetzen konnte.

### Abschlusstabelle
| Pl. | Verein                       | Sp | G | U | V | Brett-P.  | Mannsch.-P. |
| --- | ---------------------------- | -- | - | - | - | --------- | ----------- |
| 01. | Caja Insular de Ahorros      | 7  | 5 | 2 | 0 | 20,0:8,0  | 12:2        |
| 02. | CA Schweppes Madrid (M)      | 7  | 4 | 3 | 0 | 18,0:10,0 | 11:3        |
| 03. | CE Espanyol Barcelona        | 7  | 3 | 3 | 1 | 15,5:12,5 | 9:5         |
| 04. | UGA Barcelona                | 7  | 2 | 2 | 3 | 13,5:14,5 | 6:8         |
| 05. | CE Terrassa                  | 7  | 2 | 2 | 3 | 13,5:14,5 | 6:8         |
| 06. | GE Aviaco Madrid             | 7  | 2 | 2 | 3 | 12,0:16,0 | 6:8         |
| 07. | Leridano-Ruy López Barcelona | 7  | 2 | 1 | 4 | 12,0:16,0 | 5:9         |
| 08. | CA Peña Rey Ardid Bilbao     | 7  | 0 | 1 | 6 | 7,5:20,5  | 1:13        |

### Entscheidungen
|     | spanischer Mannschaftsmeister: CA Caja Insular de Ahorros |
| (M) | Titelverteidiger                                          |

### Kreuztabelle
| Ergebnisse | Ergebnisse                   | 1.  | 2.  | 3.  | 4.  | 5.  | 6.  | 7.  | 8.  |
| ---------- | ---------------------------- | --- | --- | --- | --- | --- | --- | --- | --- |
| 01.        | Caja Insular de Ahorros      |     | 2   | 2   | 3   | 3   | (4) | 2½  | 3½  |
| 02.        | CA Schweppes Madrid          | 2   |     | 2½  | 2   | 2½  | 2   | (3) | 4   |
| 03.        | CE Espanyol Barcelona        | 2   | 1½  |     | 2½  | (2) | 3   | 2   | 2½  |
| 04.        | UGA Barcelona                | 1   | 2   | 1½  |     | 2   | 1½  | 2½  | (3) |
| 05.        | CE Terrassa                  | 1   | 1½  | (2) | 2   |     | 2½  | 1½  | 3   |
| 06.        | GE Aviaco Madrid             | (0) | 2   | 1   | 2½  | 1½  |     | 3   | 2   |
| 07.        | Leridano-Ruy López Barcelona | 1½  | (1) | 2   | 1½  | 2½  | 1   |     | 2½  |
| 08.        | CA Peña Rey Ardid Bilbao     | ½   | 0   | 1½  | (1) | 1   | 2   | 1½  |     |

Anmerkung: Eingeklammerte Ergebnisse sind aus der Vorrunde übernommen.

## Qualifikationsturnier zur spanischen Mannschaftsmeisterschaft 1974
CA Barcelona war eine Klasse für sich und gewann das Turnier überlegen, während Asociación Barcinona zwischenzeitlich auf dem letzten Platz lag, aber mit vier klaren Siegen zum Schluss noch auf den zweiten Platz kletterte.

### Abschlusstabelle
| Pl. | Verein                          | Sp | G | U | V | Brett-P.  | Mannsch.-P. |
| --- | ------------------------------- | -- | - | - | - | --------- | ----------- |
| 01. | CA Barcelona                    | 7  | 5 | 2 | 0 | 20,0:8,0  | 12:2        |
| 02. | Asociación Barcinona            | 7  | 4 | 1 | 2 | 17,5:10,5 | 9:5         |
| 03. | UE Fomento Martinense Barcelona | 7  | 4 | 1 | 2 | 16,0:12,0 | 9:5         |
| 04. | CA Grand Macnish Las Palmas     | 7  | 4 | 2 | 1 | 15,5:12,5 | 10:4        |
| 05. | Orfeón La Paz de La Laguna      | 7  | 3 | 0 | 4 | 13,0:15,0 | 6:8         |
| 06. | CA Peña Unamuno Salamanca       | 7  | 2 | 2 | 3 | 13,0:15,0 | 6:8         |
| 07. | CA Portugalete Buma             | 7  | 0 | 2 | 5 | 8,5:19,5  | 2:12        |
| 08. | CA Gambito Valencia             | 7  | 0 | 2 | 5 | 8,5:19,5  | 2:12        |

### Entscheidungen
|  | qualifiziert für die Primera División der spanischen Mannschaftsmeisterschaft 1974: CA Barcelona, Asociación Barcinona                           |
|  | qualifiziert für die Segunda División der spanischen Mannschaftsmeisterschaft 1974: UE Fomento Martinense Barcelona, CA Grand Macnish Las Palmas |

### Kreuztabelle
| Ergebnisse | Ergebnisse                      | 1.  | 2.   | 3.  | 4.   | 5.  | 6.  | 7.  | 8.   |
| ---------- | ------------------------------- | --- | ---- | --- | ---- | --- | --- | --- | ---- |
| 01.        | CA Barcelona                    |     | (3½) | 2½  | 2    | 3½  | 2   | 3   | 3½   |
| 02.        | Asociación Barcinona            | (½) |      | 2   | 1½   | 3½  | 3   | 4   | 3    |
| 03.        | UE Fomento Martinense Barcelona | 1½  | 2    |     | 2½   | 3   | (1) | 3   | 3    |
| 04.        | CA Grand Macnish Las Palmas     | 2   | 2½   | 1½  |      | 2½  | 2½  | 2   | (2½) |
| 05.        | Orfeón La Paz de La Laguna      | ½   | ½    | 1   | 1½   |     | 3   | (3) | 3½   |
| 06.        | CA Peña Unamuno Salamanca       | 2   | 1    | (3) | 1½   | 1   |     | 2½  | 2    |
| 07.        | CA Portugalete Buma             | 1   | 0    | 1   | 2    | (1) | 1½  |     | 2    |
| 08.        | CA Gambito Valencia             | ½   | 1    | 1   | (1½) | ½   | 2   | 2   |      |

Anmerkung: Eingeklammerte Ergebnisse sind aus der Vorrunde übernommen.

## Die Meistermannschaft
| 1.            | CA Caja Insular de Ahorros |
| Schachfiguren | Ricardo Calvo Mínguez, Fernando Visier Segovia, Augusto Menvielle Lacourrelle, Ángel Fernández Fernández, Juan Betancort Curbelo. |